# Elassogaster didyma
Elassogaster didyma är en tvåvingeart som först beskrevs av Osten Sacken 1881.  Elassogaster didyma ingår i släktet Elassogaster och familjen bredmunsflugor. Inga underarter finns listade i Catalogue of Life.